# Bobbie Brown
Bobbie Jean Brown (Baton Rouge, 7 de octubre de 1969), conocida como Bobbie Brown-Lane, es una actriz y modelo estadounidense.

## Carrera
Bobbie es popular por haber sido la modelo del video de la canción Cherry Pie, de la banda estadounidense Warrant, igualmente por aparecer en la carátula del álbum de 1990 Cherry Pie. En 1987 ganó el concurso de belleza Miss Luisiana Teen. Ha trabajado como modelo de la compañía Budweiser y ha realizado algunos papeles en televisión y cine. Apareció en los videos "Once Bitten, Twice Shy" y "House of Broken Love" de la banda Great White, y en el video de "I'm On To You" de la agrupación Hurricane. Bobbie estuvo casada por dos años con el cantante Jani Lane.

## Filmografía
| Año  | Título                            | Rol               | Notas                    |
| ---- | --------------------------------- | ----------------- | ------------------------ |
| 1991 | Cool As Ice                       | Monique           | Aparece como Bobby Brown |
| 1992 | Married... with Children          | Nibbles           | 3 episodios              |
| 1992 | Double Trouble                    | Novia de Peter    |                          |
| 1993 | Betrayal of the Dove              | Bailarina Exótica |                          |
| 1993 | Last Action Hero                  | Chica del video   |                          |
| 1995 | Baywatch Nights                   | Wanda             | 1 episodio               |
| 1995 | El Renegado                       |                   | 1 episodio               |
| 1996 | Kounterfeit                       | Bailarina         |                          |
| 1996 | Rudy Coby: Ridiculously Dangerous | Hourglass         |                          |
| 1997 | NewsRadio                         | Irene             | 2 episodios              |
| 1998 | Get a Job                         |                   |                          |
| 1998 | Mike Hammer, Private Eye          | Randi             | 1 episodio               |
| 1998 | The Godson                        | Sunny             |                          |
| 1999 | Battle Dome                       | Bobbie Haven      |                          |

| Año  | Canción                  | Banda       |
| ---- | ------------------------ | ----------- |
|      |                          |             |
| 1988 | "I'm On To You"          | Hurricane   |
| 1989 | "Once Bitten, Twice Shy" | Great White |
| 1989 | "House of Broken Love"   | Great White |
| 1990 | "Cherry Pie"             | Warrant     |
| 2012 | "Cougar"                 | Scott Carey |